# Cei cinci sâmburi de portocală
Cei cinci sâmburi de portocală (în engleză The Five Orange Pips) este una dintre cele 56 povestiri scurte cu Sherlock Holmes ale lui Sir Arthur Conan Doyle și a cincea povestire din volumul Aventurile lui Sherlock Holmes.
Ea a fost publicată în revista Strand Magazine din noiembrie 1891, cu ilustrații de Sidney Paget, apoi în volumul "Aventurile lui Sherlock Holmes" (în engleză The Adventures of Sherlock Holmes) editat la 14 octombrie 1892 de George Newnes Ltd din Anglia. Doyle a clasificat "Cei cinci sâmburi de portocală" pe locul VII din cele 12 povestiri favorite cu Sherlock Holmes.

## Rezumat

### Misterul inițial

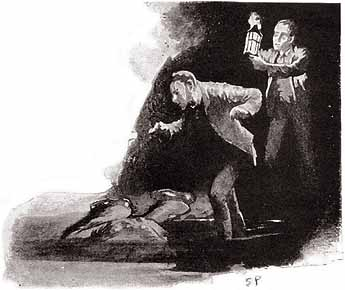
Găsirea lui Elias Openshaw, găsit mort cu fața în bazinul cu apă

Într-o seară furtunoasă de la sfârșitul lui septembrie 1887, un tânăr gentleman din Sussex pe nume John Openshaw vine la locuința lui Sherlock Holmes, cu scopul de a-i prezenta împrejurările ciudate în care au murit unchiul său, Elias, și tatăl său, Joseph. Unchiul său, Elias, emigrase în tinerețe în America și fusese proprietarul unei plantații în Florida, luptând și în Războiul de Secesiune și avansând până la gradul de colonel în Armata Statelor Confederate. Prin 1869 sau 1870, el a revenit în Anglia și a cumpărat o proprietate mică lângă Horsham, în vestul comitatului Sussex, unde s-a stabilit. Acolo a dus o viață extrem de retrasă, neieșind uneori săptămâni de-a rândul din camera sa.
Nefiind căsătorit, Elias i-a permis nepotului său să stea la moșia sa. Cu toate acestea, o cameră din casă era permanent încuiată, iar unchiul nu permitea nimănui să intre în ea. În acea cameră, Elias Openshaw păstra o colecție de cufere și de lucruri vechi, legate de trecutul său. 
La 10 martie 1883, unchiul său a primit prin poștă o scrisoare care conținea cinci sâmburi de portocală, iar pe partea interioară a plicului erau scrise doar trei litere: "K.K.K.". Plicul purta ștampila poștei din Pondicherry (India), iar numele expeditorului nu era trecut. La vederea celor cinci sâmburi care au căzut din plic, Elias Openshaw a fost îngrozit. El a cerut să fie chemat avocatul său și apoi a urcat la camera închisă din pod, de unde a adus o cutie mică de alamă. Până la venirea avocatului, a ars mai multe hârtii în șemineu. După ce avocatul a sosit, Elias Openshaw și-a întocmit testamentul, lăsându-și întreaga avere fratelui său, Joseph. Nepotul său, John, a remarcat o grămadă de cenușă neagră în șemineu. Cu acest prilej, unchiul i-a spus nepotului său că dacă nu acesta din urmă nu va putea să se bucure în liniște de averea sa, atunci să i-o lase ca moștenire celui mai mare dușman al său. 

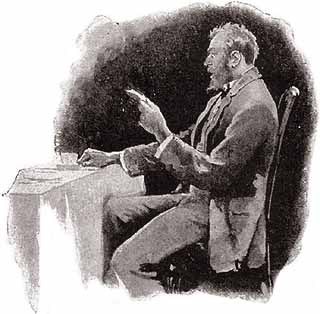
Joseph Openshaw primește un plic cu cinci sâmburi de portocală înăuntru

După primirea scrisorii cu cei cinci sâmburi de portocală, comportamentul unchiului său devenise destul de bizar, acesta începând să bea din ce în ce mai mult și să stea închis în cameră, iar uneori ieșea în grădină cu un pistol în mână, strigând că nu îi este frică de nimic. În noaptea de 2 mai 1883, în timpul unei astfel de incursiuni, Elias Openshaw a fost găsit mort, cu fața într-un bazin puțin adânc din grădină, iar autoritățile au concluzionat că acesta s-a înecat, fiind beat.
Când tatăl său a preluat proprietatea Horsham, a intrat în camera închisă din pod și a găsit acolo o grămadă de hârtii și de caiete împrăștiate care aveau legătură cu viața dusă în America de fratele său. A fost găsită acolo și cutia mică de alamă, care era goală, dar pe partea interioară a capacului era lipită o etichetă cu inițialele K.K.K. La începutul anului 1884, Joseph Openshaw s-a venit să locuiască la Horsham. La 4 ianuarie 1885, el a primit însă o scrisoare care conținea cinci sâmburi de portocală, iar pe partea interioară erau scrise literele K.K.K. și textul "Pune hârtiile pe ceasul solar". Plicul avea ștampila poștei din Dundee (Scoția). În ciuda sfaturilor fiului său, Joseph Openshaw a refuzat să anunțe poliția, crezând că este vorba de o farsă absurdă. La trei zile după primirea scrisorii, el s-a dus să-și viziteze un vechi prieten. Fiul său a primit după două zile o scrisoare în care i se aducea la cunoștință faptul că tatăl său căzuse într-o groapă de calcar și avea capul zdrobit. Joseph Openshaw a murit la scurtă vreme, iar moartea sa a fost declarată de autorități ca accident.
Devenit proprietar al domeniului de la Horsham, John Openshaw a dus o existență liniștită. În dimineața zilei anterioare, a primit și el un plic cu cinci sâmburi de portocală, iar pe partea interioară erau scrise literele K.K.K. și textul "Pune hârtiile pe ceasul solar". Plicul era trimis de această dată din estul Londrei. El s-a simțit neajutorat și a apelat la poliție, care a considerat că toate scrisorile sunt glume proaste și nu au legătură cu cele două morți. Autoritățile i-au pus la dispoziție un polițist care trebuia să stea cu el în casă.
Singurul indiciu pe care John Openshaw îl poate furniza lui Holmes este o pagină din jurnalul unchiului său, datată martie 1869, în care acesta scrie că au fost trimiși sâmburi de portocală la trei bărbați, dintre care doi au fugit și al treilea a fost "vizitat". Pagina respectivă căzuse dintre celelalte hârtii și scăpase astfel de la distrugere.

### Rezolvare

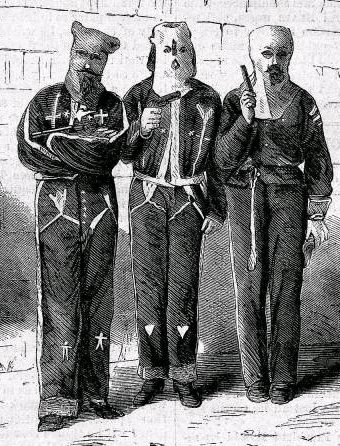
Trei membri ai Ku Klux Klan arestați în Comitatul Tishomingo, Mississippi, în septembrie 1871, pentru tentativa de ucidere a unei familii întregi.

Holmes îi recomandă lui Openshaw să lase cutia mică de alamă, având înăuntru pagina de jurnal salvată și un bilet în care să scrie că unchiul său distrusese hârtiile, pe ceasul solar. De asemenea, îi sugerează să se păzească pentru că este amenințat de un pericol cât se poate de real și de iminent. După ce Openshaw pleacă spre Gara Waterloo pentru a lua ultimul tren spre Horsham, Holmes își expune teoria sa. Colonelul Elias Openshaw a avut un motiv întemeiat să părăsească America și să se stabilească în Anglia, în provincie, trăind în singurătate; acest lucru sugerează ideea că îi era frică de cineva sau de ceva. 
Plecând de la faptul că plicurile fuseseră trimise din porturi maritime (Pondicherry, Dundee și estul Londrei), detectivul deduce că expeditorul (sau expeditorii) plicurilor se află pe un vas cu pânze și își trimisese ciudatul avertisment înaintea de a pleca în cursă pentru ca acesta să ajungă înaintea lui. Această presupunere se bazează pe timpul trecut între sosirea scrisorii și moartea lui Elias și a fratelui său, de aceea a durat șapte săptămâni până la uciderea lui Elias Openshaw, deoarece scrisoarea fusese trimisă din India, pe când la uciderea lui Joseph Openshaw crima a fost săvârșită în 4-5 zile, deoarece scrisoarea fusese expediată din Scoția. Cum ultimul plic fusese trimis din estul Londrei, Holmes anticipează că amenințarea la adresa lui John Openshaw este foarte apropiată, neexistând o întârziere în acest caz. 
Holmes recunoaște, de asemenea, inițialele "K.K.K" ca aparținând Ku Klux Klan, un grup anti-reconstrucție din sudul Statelor Unite ale Americii până la destrămarea bruscă a acestuia în martie 1869 - și teoretizează că perioada în care a avut acest colaps a coincis cu momentul în care colonelul Openshaw a plecat din America, împreună cu documentele și registrele grupului. Registrele grupului îi puteau implica pe unii dintre cei mai importanți oameni din Sud într-o serie de acțiuni criminale săvârșite de Ku Klux Klan, de aceea grupul încerca să recupereze acele hârtii.

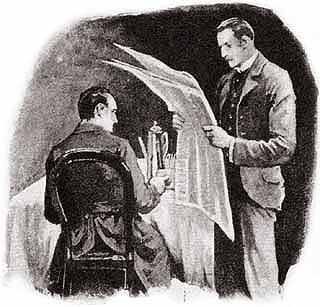
Watson citindu-i lui Holmes veștile proaste

În dimineața următoare, Watson îi citește lui Holmes un articol dintr-un ziar în care scria că s-a găsit cadavrul lui John Openshaw în râul Tamisa, după ce un ofițer de poliție auzise între orele 9 și 10, lângă podul Waterloo, un strigăt de ajutor și ceva căzând în apă. Autoritățile consideră moartea acestuia ca fiind un accident cauzat de întuneric și de neatenție. Fiindu-i rănită mândria, detectivul afirmă că afacerea a devenit personală pentru el și vrea acum să pună mâna pe bandă.
Holmes verifică registrele companiei Lloyd și arhivele ziarelor vechi, încercând să descopere ce corăbii au fost în ianuarie-februarie 1883 la Pondicherry și în ianuarie 1885 la Dundee. El află că vasul american "Lone Star" din statul american Georgia s-a aflat acolo în perioadele căutate; acesta sosise la Londra săptămâna trecută, unde andocase, dar a plecat pe fluviul Tamisa în dimineața de după moartea lui John Openshaw și nu mai putea fi ajuns din urmă. Din echipaj făceau parte numai trei americani (căpitanul James Calhoun și cei doi ofițeri), restul marinarilor fiind finlandezi și germani. În noaptea în care a murit Openshaw, cei trei lipsiseră de pe vas.
Holmes i-a trimis apoi un plic cu cinci sâmburi de portocală căpitanului corăbiei "Lone Star" în portul Savannah pentru a-i răzbuna moartea lui Openshaw și a-i arăta criminalului că pe urmele sale se află un vestitor al morții. Totodată, detectivul a trimis și o telegramă la poliția din Savannah prin care a anunțat-o că cei trei marinari americani sunt căutați la Londra pentru crimă. Totuși, corabia "Lone Star" nu a mai ajuns niciodată la Savannah; în acea perioadă au avut loc furtuni maritime foarte violente, iar undeva, în mijlocul Atlanticului de Nord, a fost văzută mai târziu o bucată din pupa unei corăbii cu literele "LS" inscripționate pe ea.

## Personaje
- Sherlock Holmes
- doctorul Watson
- John Openshaw - fiul lui Joseph Openshaw
- Joseph Openshaw - titularul brevetului de invenție al cauciucului incasabil Openshaw, fost proprietar al unei fabrici la Coventry
- Elias Openshaw - fratele lui Joseph Openshaw, proprietar al unei plantații din Florida și fost colonel în Armata Statelor Confederate

## Comentariu
Această povestire narează unul dintre puținele eșecuri ale lui Sherlock Holmes, care a fost incapabil să-și protejeze clientul. În plus, autorii crimelor nu au fost prinși și pedepsiți, în ciuda faptului că misterul a fost elucidat.
În "Cei cinci sâmburi de portocală" există câteva neconcordanțe cu privire la date. În paragrafele 2 și 3 se specifică faptul că acțiunea din povestire se petrece în septembrie 1887, într-o perioadă când soția lui Watson era în vizită la mama sa. Nu este dat numele soției lui Watson, dar doctorul a cunoscut-o pe Mary Morstan în iulie 1888, iar mama acesteia murise cu multă vreme înainte. Se poate deduce că este vorba de o altă soție. Pentru a complica lucrurile, Watson menționează într-o discuție cu Holmes din aceeași povestire de cazul prezentat în romanul "Semnul celor patru" , deși acțiunea din roman este ulterioară aceleia din povestire, ea petrecându-se în anul 1888. 

## Aluzii la anchete inedite
În al doilea paragraf al povestirii, Watson menționează cinci anchete inedite ale lui Holmes din cursul anului 1887:
- « aventura Camerei Paradol »
- « cazul Societății Cerșetorilor Amatori, care deținea un club luxos în pivnița unui depozit de mobilă »
- « pierderea vasului britanic Sophy Anderson »
- « aventurile neobișnuite ale lui Grice Patersons în insula Uffa »
- « cazul de otrăvire din Camberwell. În acesta din urmă, așa cum poate că se mai știe, Sherlock Holmes a reușit, întorcând ceasul mortului, să demonstreze că acesta fusese deja întors cu două ore înainte și că, prin urmare, decedatul se dusese la culcare în acel interval de timp - o deducție care a fost de cea mai mare importanță în elucidarea cazului. »

Toate aceste anchete nu au fost detaliate în niciuna dintre povestirile lui Sir Arthur Conan Doyle și sunt inedite.

## Adaptări teatrale și cinematografice
Filmul Sherlock Holmes and the House of Fear (1945) este inspirat parțial din "Cei cinci sâmburi de portocală" , precum și "The Great Game" (2010), al treilea episod al serialului de televiziune Sherlock, care folosește mai multe povestiri ale lui Doyle ca surse de inspirație. În acest episod, un telefon mobil primește mesaje cu Greenwich Pips (cuvântul "pip" înseamnă atât sâmbure, cât și bip), cu numărul lor scăzând cu fiecare mesaj, iar Sherlock consideră că cele cinci bipuri înseamnă că lui i se va solicita să rezolve cinci ghicitori pentru a preveni ca cinci bombe să explodeze.

## Traduceri în limba română
- Cinci sîmburi de portocală - în volumul "Arhiva lui Sherlock Holmes: Cinci sîmburi de portocală. Chiriașa cu fața voalată" (Ed. Transilvania, Sibiu, 1991) - traducere de Andrei Bantaș
- Cinci sîmburi de portocală - în volumul "Sherlock Holmes: Cinci sîmburi de portocală; Omul cu buza răsucită; Banda pestriță; Diamantul; Piciorul diavolului; Aventura de la Wisteria Lodge; Detectivul muribund" (Ed. Wotan, București, 1991) - traducere de Aurel Petrescu
- Cei cinci sâmburi de portocală - în volumul "Aventurile lui Sherlock Holmes. Vol I" (Colecția Adevărul, București, 2010) - traducere de Luiza Ciocșirescu
- Cei cinci sâmburi de portocală - în volumul "Aventurile lui Sherlock Holmes. Vol I" (Colecția Adevărul, București, 2011) - traducere de Luiza Ciocșirescu